# 堀内修 (音楽評論家)
堀内 修（ほりうち おさむ、1949年5月25日 - ）は、クラシック音楽の評論家。
東京都生まれ。1971-1974年ウィーン大学に学ぶ。『音楽の友』などに執筆。放送にも携わる。

## 出演番組
- クラシックサロン（NHK-FM）

## 著書
- 『はじめてのオペラ』1989　講談社現代新書　『オペラ入門』学術文庫
- 『ワーグナーへの旅』木之下晃写真　新潮社・とんぼの本　1989
- 『ワーグナー』1990　講談社現代新書
- 『プラハの春 チェコスロヴァキア音楽案内』木之下晃写真 音楽之友社　1991
- 『モーツァルトへの旅』木之下晃写真 新潮社・とんぼの本　1991
- 『オペラに乾杯 快楽のオペラガイド』ベストブック　1994
- 『これだけは見ておきたいオペラ』木之下晃写真　新潮社・とんぼの本　1994
- 『オペラ歳時記』1995　講談社現代新書
- 『ベートーヴェンへの旅』木之下晃写真　新潮社・とんぼの本　1996
- 『クラシック不滅の名演奏』2000　講談社選書メチエ
- 『オペラと40人のスターたち 歌手・指揮者・演出家、スターで愉しむオペラの目録』音楽之友社　2004
- 『モーツァルトオペラのすべて』2005　平凡社新書
- 『オペラの名盤』2008　平凡社新書
- 『ワーグナーのすべて』平凡社新書　2013

## 共編著
- 『ベルリン・フィルハーモニー』Reinhard Friedrich ほか写真 真鍋圭子共著　音楽之友社　1987
- 『オペラ・ハンドブック』石戸谷結子共編　三省堂　1999

## 翻訳
- ロバート・ターンブル『世界のオペラハウス』音楽之友社　1989

## 参考
- 『クラシック不滅の名演奏』著者紹介